# 亂世兒女 (1975年電影)
是一部1975年英美合作的歷史電影，由美國導演史丹利·庫柏力克執導，改編自威廉·梅克比斯·薩克萊所寫的1844年小說《巴瑞·林登的運氣》，是庫柏力克最傑出的作品之一，也被認為是電影史上一部重要的電影作品。主演是雷恩·歐尼爾、馬里莎·貝倫森、帕特里克·馬吉、雷納德·洛塞特和哈地·克魯格。
该片的摄影被描述为开创性的。特别值得注意的是长的双镜头，通常以缓慢的后向变焦结束，完全在烛光下拍摄的场景，以及基于威廉·賀加斯画作的设置。外景在爱尔兰、英国和西德拍摄，内景主要在伦敦拍摄。制作过程很麻烦；有与后勤、天气有关的问题，甚至还有政治问题（庫柏力克擔心他可能成為愛爾蘭共和軍的人質目標）。

## 劇情
故事背景是18世纪，讲述一位爱尔兰青年的坎坷经历。
爱尔兰青年雷德蒙·巴里因父亲去世，不得不与母亲投靠舅舅。
不久英法爆发战争（1756年－1763年），原来与巴里有感情的表姐爱上了有财有势的上尉，巴里于是与上尉决斗，枪击了上尉。他为了躲避追捕，成了步兵团的新兵。在部队里他从一名参与当时决斗的军人那里得知原来上尉并未死，因为舅舅一家为了攀亲，在手枪上做了手脚，如今表姐和上尉早已成亲。
英军中死伤甚多，巴里心生厌倦，他冒充军官骑马企图逃离战场，被盟军普鲁士部队识破，被迫又加入普军。因在战斗中救了主帅而受器重，被派调查一个爱尔兰骑士是否是间谍。巴里和骑士一见投缘，借机离开普鲁士到法国经营赌场。
巴里决定混迹英国上流社会，并设法和有财产、身份的林登夫人结婚，改名巴里·林登，用手段得到爵位。但林登夫人与前夫的儿子布林登则对巴里怀恨在心并离家出走。
巴里与林登夫人所生的儿子因骑马被摔而意外夭折。林登夫人在痛苦中企图服毒自杀而未能成功。
后来布林登找他决斗，他在决斗中被对方击中小腿，被迫截肢失去一条腿。加上债务缠身，巴里被迫以离开林登夫人为条件换取布林登支付给他的年金维生，最终他和母亲离开了英国。
影片结束语：“最后，上述的人物的悲欢争吵，发生在乔治三世时代，无论好坏、美丑、贫富，现在都已经平等归土了。”

## 演員

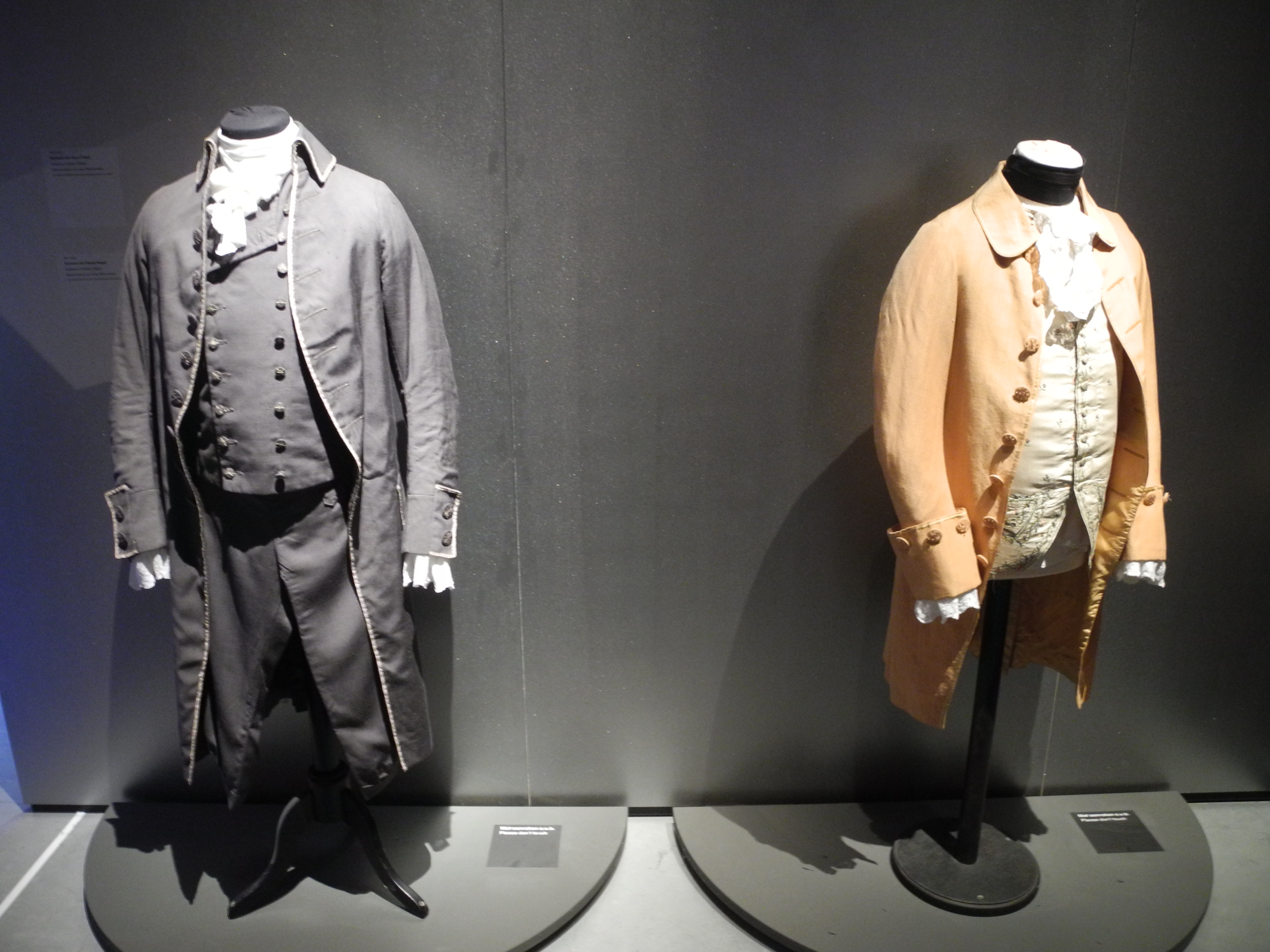
《亂世兒女》中的服裝

- 麥可·霍登（英语：Michael Hordern） 飾演 旁白
- 雷恩·歐尼爾 飾演 雷德蒙·巴里/巴里林登（Redmond Barry/Barry Lyndon）
- 馬里莎·貝倫森（英语：Marisa Berenson） 飾演 林登夫人（Lady Lyndon）
- 帕特里克·馬吉（英语：Patrick Magee (actor)） 飾演 巴里巴里骑士（Chevalier du Balibari），巴里的主人和保护人，某种意义扮演他的父亲的角色。
- 哈地·克魯格（英语：Hardy Krüger） 飾演 波茲道夫上尉（Captain Potzdorf），巴里被普鲁士军队强征后所在连队的上尉，曾被巴里救助，视其为“毫无纪律的勇士”。
- 蓋·漢密爾頓（英语：Gay Hamilton） 飾演 諾拉·布萊迪（Nora Brady）
- 哥德弗雷·奎格里（英语：Godfrey Quigley） 飾演 葛羅根上尉（Captain Grogan）
- 史蒂文·柏爾科夫（英语：Steven Berkoff） 飾演 路得勳爵（Lord Ludd）
- 馬里·堅恩（英语：Marie Kean） 飾演 貝兒，巴里的母亲（Belle, Barry's mother）
- 莫瑞·梅爾文（英语：Murray Melvin） 飾演 山繆爾·倫特牧師（Reverend Samuel Runt）
- 法蘭克·米德勒馬斯（英语：Frank Middlemass） 飾演 查爾斯·雷金納德·林登爵士（Sir Charles Reginald Lyndon）
- 利昂·維塔利（英语：Leon Vitali） 飾演 布林登勳爵（Lord Bullingdon），林登爵士同林登夫人的独子。
  - 多米尼克·薩瓦吉（英语：Dominic Savage） 飾演 少年時的布林登（young Bullingdon）
- 雷納德·洛塞特（英语：Leonard Rossiter） 飾演 約翰·奎恩上尉（Captain John Quin），巴里年少时的情敌。
- 安德烈·莫雷爾（英语：André Morell） 飾演 溫多佛勳爵（Lord Wendover）
- 安東尼·沙普（英语：Anthony Sharp） 飾演 哈倫勳爵（Lord Hallam）
- 菲力普·史東（英语：Philip Stone） 飾演 葛拉罕（Graham）
- 大衛·莫雷（英语：David Morley (musician)） 飾演 布萊恩·派屈克·林登（Bryan Patrick Lyndon）
- 黛安娜·柯納（英语：Diana Körner） 飾演 小麗絲 (德國女孩)（Lischen）
- 亞瑟· 歐蘇利文（英语：Arthur O'Sullivan） 飾演 菲尼上尉（Captain Feeney）
- 比利·博伊爾（英语：Billy Boyle） 飾演 西繆斯·菲尼（Seamus Feeney）

## 特点
富有创新的摄影技术和对时代细节的关注是本片最大的特点。就像他的其他影片，库布里克在《亂世兒女》中运用了创新的摄影技术和灯光效果。最著名的是在很多室内场景中，库布里克运用了超大光圈镜头拍摄，这种技术是美国国家航空航天局（NASA）为太空计划而发明的。由此使很多场景笼罩在烛光效果中，好像18世纪的油画一样。
库布里克制定了很多历史剧需要执行的音乐、舞台布景、服装道具和表演方面的标准。作为他其后影片的开山之作，在这部影片中，库布里克第一次在他所有影片共同的讽刺意味背后加上弗洛伊德思想的调子。

## 評價
在美国票房一般，表现没有之前的作品好。影片长达三个小时，缓慢的节奏吓跑了众多的评论家和美国观众。据传闻，库布里克对于大众对这部影片的不接受感到气馁。但在欧洲特别是在法国却赢得了广大观众的喜欢。
影片被一些评论家，特别是库布里克最大的论敌波林·基尔（Pauline Kael）认为是一部冷漠、慢节奏、死气沉沉的影片。
像大多数库布里克影片一样，对《亂世兒女》的赞誉也是与日俱增，特别是在一些电影导演中间。马丁·斯科塞斯说这部影片是库布里克影片中他最喜欢的一部。斯皮尔伯格赞扬这部影片“完美无缺”，尽管年轻的时候他喜欢说这部影片“像中午饿着肚子在林荫道上散步”。

## 奖项
四项奥斯卡奖(这部影片是库布里克奥斯卡奖数最多的作品)：
- 最佳艺术指导-Ken Adam, Roy Walker, Vernon Dixon
- 最佳摄影-John Alcott
- 最佳服装设计-米蘭拉·坎農諾, Ulla-Britt Söderlund
- 最佳配乐-Leonard Rosenman
- 最佳影片提名
- 最佳导演提名
- 最佳改编剧本提名

英国电影和电视学院奖(BAFTA)：
- 最佳导演奖
- 最佳摄影奖
- 最佳电影提名
- 最佳艺术指导提名
- 最佳服装设计提名

## 脚注
1. ↑  沒有翻譯問題，因為原文就是寫older cousin.

## 外部連結
- 互联网电影数据库（IMDb）上《亂世兒女》的资料（英文）
- 豆瓣电影上《亂世兒女》的資料 （简体中文）
- 香港外語電影資料網上《亂世兒女 （页面存档备份，存于）》的資料 （繁體中文）
- 開眼電影網上《亂世兒女 （页面存档备份，存于）》的資料 （繁體中文）